# Finarfin
Finarfin är en figur i J.R.R. Tolkiens berättelser om Midgård.
Finarfin var Finwës tredje och yngsta son. Finarfins moder var Indis och hans halvbror var Fëanor och hans helbror var Fingolfin och hans systrar var Findis och Irimë. Han gifte sig med Eärwen, en prinsessa av teleri och de fick fyra barn, dessa var Finrod, Angrod, Aegnor och Galadriel. Finarfin kom att bli konung över noldor och regerar från sin fästning Tirion på Túna i Valinor.